# 大谷泰重
大谷 泰重（おおたに たいちょう）は、安土桃山時代から江戸時代前期にかけての青蓮院坊官。

## 生涯
大谷氏は在原業平の末裔を称する家門で、門跡寺院である青蓮院の坊官を代々務めた。なお江戸時代中期に福井藩が編纂した藩士系図集『諸士先祖之記』によると、父は豊臣秀吉に仕えた大谷吉継だという。『華頂要略』では鳥居小路経孝の子で大谷氏の養子とされる。自身は父祖同様青蓮院宮に坊官として仕え、寛永元年（1624年）法眼に、寛永8年（1631年）法印に叙されている。子孫も青蓮院坊官を相伝し、中には粟田流の書家として知られる大谷永庵がいる。また『諸士先祖之記』によれば子の重政が福井藩に仕官したという。